# 布伊 (科多尔省)
布伊（法語：Bouix，法語發音：[bwi]）是法国科多尔省的一个市镇，属于蒙巴尔区。

## 地理
布伊（47°53'15"N, 4°29'4"E）面积15.64 平方千米，位于法国勃艮第-弗朗什-孔泰大區科多尔省，该省份为法国中东部省份，北起奥布省，西接涅夫勒省和约讷省，南至索恩-卢瓦尔省，东南接汝拉省，东临上索恩省，东北部与上马恩省接壤。
与布伊接壤的市镇（或旧市镇、城区）包括：戈梅维尔、潘松莱拉雷、波蒂耶尔、塞里伊、埃特罗谢、拉雷、莫莱姆、塞纳河畔努瓦龙。

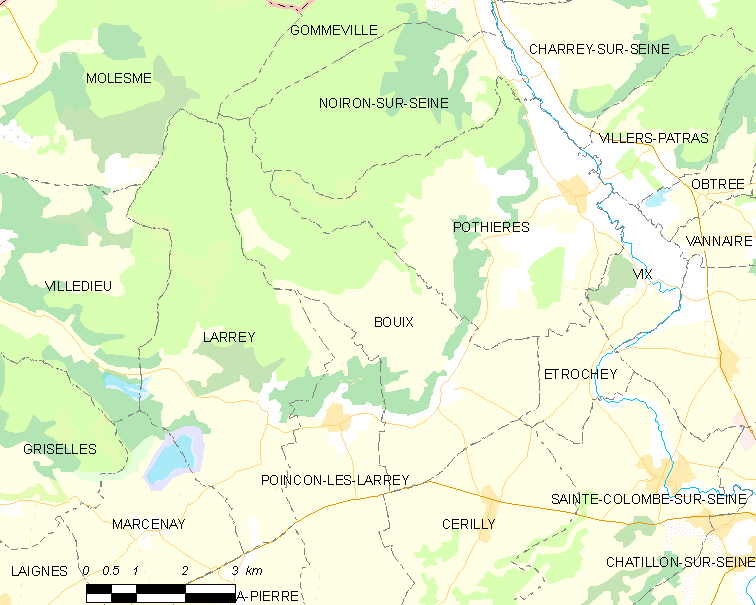
的OSM定位图

布伊的时区为UTC+01:00、UTC+02:00（夏令时）。

## 行政
布伊的邮政编码为21330，INSEE市镇编码为21093。

## 政治
布伊所属的省级选区为塞纳河畔沙蒂永县。

## 人口

1962-2008年间人口变化图示

布伊于2022年1月1日时的人口数量为151人。